# Top Model (Pháp mùa 1)
France's Next Top Model, Mùa 1 là mùa đầu tiên của France's Next Top Model đã được phát sóng từ tháng 7 đến tháng 8 năm 2005.
Người chiến thắng trong cuộc thi mùa này là Alizée Gaillard, 20 tuổi từ Euseigne, Thụy Sĩ. Cô giành được: 1 hợp đồng người mẫu với Marilyn Agency trong 2 năm và được xuất hiện trên tạp chí Glamour.

## Các thí sinh
(Tuổi tính từ ngày dự thi)
| Thí sinh           | Tuổi | Chiều cao              | Quê quán             | Bị loại ở | Hạng |
| ------------------ | ---- | ---------------------- | -------------------- | --------- | ---- |
| Alexandra          | 25   | 176 cm (5 ft 9+1⁄2 in) | Basel, Thụy Sĩ       | Tập 2     | 12   |
| Audrey Pillot      | 17   | 177 cm (5 ft 9+1⁄2 in) | Carbuccia            | Tập 3     | 11   |
| Blyvy Makasi       | 24   | 172 cm (5 ft 7+1⁄2 in) | Villepinte           | Tập 4     | 10   |
| Nausicaa Rampony   | 24   | 171 cm (5 ft 7+1⁄2 in) | Paris                | Tập 5     | 9    |
| Maude              | 21   | 175 cm (5 ft 9 in)     | Boulogne-Billancourt | Tập 6     | 8-6  |
| Marie Nedjar       | 23   | 176 cm (5 ft 9+1⁄2 in) | Vence                | Tập 6     | 8-6  |
| Lucie Doublet      | 18   | 176 cm (5 ft 9+1⁄2 in) | Les Lilas            | Tập 6     | 8-6  |
| Binti Bangoura     | 23   | 180 cm (5 ft 11 in)    | Paris                | Tập 7     | 5-4  |
| Marlène Rabinel    | 16   | 172 cm (5 ft 7+1⁄2 in) | Brest                | Tập 7     | 5-4  |
| Karen Nicolini     | 22   | 177 cm (5 ft 9+1⁄2 in) | Pineuilh             | Tập 8     | 3    |
| Emmanuelle Montaud | 19   | 176 cm (5 ft 9+1⁄2 in) | Royan                | Tập 8     | 2    |
| Alizée Gaillard    | 20   | 176 cm (5 ft 9+1⁄2 in) | Euseigne, Thụy Sĩ    | Tập 8     | 1    |

## Các tập

### Tập 1: The Girl Who Struts Her Stuff
Khởi chiếu: 5 tháng 7 năm 2005
Hàng ngàn cô gái đã tham gia vào vòng sơ tuyển của cuộc thi, nhưng cuối cùng chỉ có 50 trong số họ sẽ bước vào vòng casting. Họ đã có buổi buổi chụp hình đầu tiên của họ khi họ phải tạo dáng bộ đồ đang mặc của mình. Sau đó, cố vấn người mẫu Katoucha Niane đã luyện tập catwalk cho họ trước khi họ có buổi phỏng vấn với ban giám khảo.
Sau buổi phỏng vấn, 16 cô gái được chọn cho vòng cuối cùng. Ngay sau đó, họ đã có một buổi trình diễn thời trang trong áo tắm và đồ dạo phố. Cuối cùng, 12 thí sinh chung cuộc đã được chọn vào cuộc thi. Họ sau đó được di chuyển tới căn hộ của mình.

### Tập 2: The Girl Who Shows Her Flaws
Khởi chiếu: 12 tháng 7 năm 2005
12 cô gái đã được đưa tới phòng đánh giá cho một buổi kiểm tra số đo cơ thể của mình với ban giám khảo, trước khi được đưa tới tiệm salon của Isabelle Luzet để nhận diện mạo mới của mình.
Ngày hôm sau, họ đã có buổi chụp hình dưới sự giám sát của Karl Lagerfeld, các cô gái tạo dáng trong đầm trắng cùng với thang leo theo nhóm. Vào buổi đánh giá ngày tiếp theo, Audrey, Blyvy và Alexandra rơi vào cuối bảng và cuối cùng, Alexandra là người đầu tiên phải ra về.
- Nhiếp ảnh gia: Karl Lagerfeld
- Khách mời đặc biệt: Isabelle Luzet, Stéphane Pous

### Tập 3: The Girl Who Faced Her Fear
Khởi chiếu: 19 tháng 7 năm 2005
Katoucha đến gặp các cô gái tại căn hộ của họ, họ đã có một buổi nói chuyện về cách lắng nghe những lời phê bình từ buổi đánh giá lần trước và sau đó, họ đã có một bài học về catwalk. Katoucha sau đó đưa các cô gái đến một nhà thiết kế thời trang trên đại lộ Champs Elysees. Mỗi người sẽ được chọn một bộ trang phục mà họ sẽ mặc trong thử thách trình diễn thời trang dưới tháp Eiffel, Nausicaa chiến thắng thử thách và cô chọn Karen để nhận giải thưởng là một buổi tối mát xa với Katoucha.
Ngày hôm sau, các cô gái đã có buổi gặp gỡ với Carolina Christiansson, nhà biên tập của tạp chí Glamour. Sau đó, họ đã gặp Fred Farrugia và Odile Sarron trong một cung điện ở Paris cho buổi chụp hình tiếp theo của mình, dưới con mắt của nhiếp ảnh gia nổi tiếng Michel Comte. Các cô gái phải tạo dáng như những vị khách sau bữa tiệc và sẽ có thêm hai người mẫu nam đồng hành cùng các cô gái trong buổi chụp hình. Vào buổi đánh giá ngày tiếp theo, Audrey & Maude rơi vào cuối bảng và kết quả là Audrey là người tiếp theo phải ra về.
- Nhiếp ảnh gia: Michel Comte
- Khách mời đặc biệt: Carolina Christiansson

### Tập 4: The Girl Who Lost Her Dreams
Khởi chiếu: 26 tháng 7 năm 2005
Các cô gái bắt đầu ngày mới với một buổi tập thể dục chuyên sâu. Sau đó, họ được giới thiệu về môn thể thao nhu thuật Brasil dưới sự huấn luyện bởi huấn luyện viên Antonio Da Costa. Vào buổi chiều, các người mẫu được mời đến cửa hàng của Jean-Claude Jitrois cho một buổi học phối đồ và sau đó, họ đã có thử thách thể hiện trang phục của mình trong khi ra khỏi một chiếc limousine, Alizée & Marie là 2 người làm tốt nhất trong thử thách.
Ngày hôm sau, các cô gái được đưa đến Học viện nghệ thuật xiếc Fratellini cho buổi chụp hình tiếp theo. Họ sẽ phải hóa thân thành điệp viên treo không bằng dây cáp, dưới con mắt của nhiếp ảnh gia Massimo Soli. Sau đó, họ được đưa đến một phòng tập thể dục để luyện thể hình nhưng với Nausicca & Karen, thì họ lại không tới buổi tập mà ở lại căn hộ. Vào buổi đánh giá, Blyvy không thể giải thích thái độ hung hăng của mình với những người còn lại trong nhóm nên cô quyết định sẽ dừng cuộc thi và giám khảo Patrick Lemire bắt gặp cô trên đường phố trong tình trạng cực đoan. Nhưng cuối cùng, Blyvy vẫn bị loại bởi ban giám khảo.
- Nhiếp ảnh gia: Massimo Soli
- Khách mời đặc biệt: Antonio Da Costa, Jean-Claude Jitrois

### Tập 5: The Girl Who Noticed In Studio
Khởi chiếu: 2 tháng 8 năm 2005
9 cô gái còn lại có một cuộc hẹn với giám khảo Patrick Lemire tại quản lí người mẫu Marilyn Agency. Tasha De Vasconcelos, một siêu mẫu nổi tiếng có mặt để chào đón họ và mỗi cô gái sẽ phải làm nổi bật bản thân bằng cách vượt qua một cuộc phỏng vấn đặc biệt với Tasha, chính Alizée chiến thắng thử thách và nhận được một buổi thử đồ với Tasha, trong khi các cô gái còn lại phải xem buổi thử đồ của cô. Sau đó, họ đã có một buổi tối thư giãn trong nhà hàng, nhưng một bất ngờ đã xảy ra cho 4 cô gái đó là người quen của họ đến thăm.
Ngày hôm sau, họ đã có buổi chụp hình tiếp theo. Fred Farrugia gặp các cô gái với một con rắn quanh cổ và ông còn nói rằng đây sẽ là thứ duy nhất trên người họ, nghĩa là họ sẽ khỏa thân. Buổi chụp hình dưới sự chỉ đạo của nhiếp ảnh gia Alan Gelati. Vào buổi đánh giá ngày tiếp theo với sự xuất hiện của giám khảo khách mời là Tasha De Vasconcelos, Lucie, Maude & Nausicaa rơi vào cuối bảng. Nhưng cuối cùng, Nausicaa là người tiếp theo bị loại sau khi ban giám khảo nghĩ rằng cô sẽ khó được tiếp nhận trong ngành người mẫu, không giống như tám cô gái còn lại.
- Nhiếp ảnh gia: Alan Gelati
- Khách mời đặc biệt: Tasha De Vasconcelos

### Tập 6: The Girl Who Marks Her Style
Khởi chiếu: 11 tháng 8 năm 2005
8 cô gái còn lại đã có một buổi thử đồ lót tại cửa hàng của nhà thiết kế Chantal Thomass, một số thoải mái hơn những người khác nhưng một điều chắc chắn là tất cả đều rất gợi cảm, và mỗi người còn nhận được một túi đồ lót như một món quà. Caroline Christiansson sau đó chờ đợi các cô gái trên cầu Alexandre-III, họ đã có buổi chụp hình tiếp theo trong đồ lót theo nhóm bên bờ sông Seine, dưới sự chỉ đạo của nhiếp ảnh gia Dmon Prunner.
Ngày hôm sau, các cô gái được đưa đến cửa hàng của nhà thiết kế Dominique Sirop và dưới con mắt của cố vấn Katoucha, 8 thí sinh được thử trang phục haute couture. Sau đó, họ đã có buổi trình diễn thời trang trước sân thượng của một cung điện trước sự chứng kiến của người thân họ và ở với họ qua đêm tại căn hộ. Vào buổi đánh giá ngày tiếp theo, Maude được gọi tên đầu tiên và họ quyết định loại cô, Marie được tên thứ tư và cô là thí sinh thứ hai bị loại và sau đó Lucie là thí sinh thứ ba bị loại.
- Nhiếp ảnh gia: Dmon Prunner
- Khách mời đặc biệt: Chantal Thomass, Caroline Christiansson, Dominique Sirop

### Tập 7: The Girl Who Takes Her Leave
Khởi chiếu: 18 tháng 8 năm 2005
5 cô gái còn lại đã gặp Patrick tại quản lý người mẫu Marilyn Agency và cung cấp cho họ các chỉ dẫn cho ngày casting thực sự đầu tiên của họ. Các cô gái sau đó tự đi đến những điểm casting khác nhau để gặp gỡ với các nhà thiết kế, tuy là họ có bị lạc trên đường nhưng cuối cùng thì họ cũng đến điểm casting đúng giờ. Ngày hôm sau, các cô gái nhận được 1 tin vui đó là họ sẽ đến Nice cho một ngày thư giãn. Ở đó, các cô gái tìm thấy cố vấn Katoucha của họ và giải trí trước khi tham gia vào buổi chụp hình tiếp theo trong áo tắm trên du thuyền và họ phải cố gắng giữ tự nhiên nhất có thể. Sau đó, các cô gái đã quay về Paris.
Vào buổi đánh giá ngày tiếp theo, Emmanuelle là người đầu tiên được chọn cho trận chung kết, ban giám khảo sau đó gọi Binti và mặc dù có sự tiến bộ vượt bậc nhưng họ quyết định loại cô, Karen là người thứ hai được chọn. Alizée & Marlène rơi vào cuối bảng và Marlène là thí sinh tiếp theo bị loại.
- Nhiếp ảnh gia: Stefania Paparelli

### Tập 8: The Girl Who Becomes Top Model
Khởi chiếu: 25 tháng 8 năm 2005
3 thí sinh cuối cùng bắt đầu ngày mới bằng một buổi tập thể dục dưới sự huấn luyện bởi huấn luyện viên nhu thuật Brasil Antonio Da Costa. Sau đó, họ được đưa đến một nhà hát lớn và có một bài học diễn xuất với đạo diễn William Korso. Ngày hôm sau, họ đã có buổi chụp hình tiếp theo với nhiếp ảnh gia Ali Mahdavi. Trước sự chứng kiến của Fred Farrugia, các cô gái phải tỏa sáng trước những con manơcanh xung quanh mình. Vào buổi tối, trong một cung điện ở Paris, các cô gái đã có một cuộc hẹn với Patrick Lemire và siêu mẫu người Brazil, Fernanda Tavares. Sau khi được thử vài bộ váy dạ hội của stylist Charlotte Beaumont, họ đã có một buổi tối vui vẻ trong một hộp đêm thời thượng.
Ngày tiếp theo, các cô gái được gặp Karl Lagerfeld tại một studio và mọi người sau đó đến bờ sông Seine để tìm kiếm địa điểm lý tưởng cho buổi chụp hình cuối cùng trong thời trang gôthic. Vào ngày cuối cùng của cuộc thi, 3 cô gái bắt đầu cuộc diễn tập cho buổi trình diễn thời trang cuối cùng theo lời khuyên của Pierre Grevesse. Sau đó, các thí sinh bị loại trước đó đến thăm các cô gái trước khi họ bước lên sàn diễn thời trang. Ngay sau đó, họ đã có buổi trình diễn thời trang cuối cùng trong trang phục dạ hội hay nội y. Sau khi cân nhắc kỹ lưỡng lần cuối cùng, trong sự hồi hộp không thể chịu nổi, Alizée đã trở thành quán quân của cuộc thi.
- Nhiếp ảnh gia: Ali Mahdavi, Karl Lagerfeld
- Khách mời đặc biệt: Antonio Da Costa, William Korso, Fernanda Tavares, Charlotte Beaumont, Pierre Grevesse

## Thứ tự gọi tên
| Thứ tự | Tập        | Tập        | Tập        | Tập        | Tập        | Tập        | Tập        | Tập        |
| Thứ tự | 1          | 2          | 3          | 4          | 5          | 6          | 7          | 8          |
| ------ | ---------- | ---------- | ---------- | ---------- | ---------- | ---------- | ---------- | ---------- |
| 1      | Binti      | Karen      | Emmanuelle | Karen      | Alizée     | Emmanuelle | Emmanuelle | Alizée     |
| 2      | Alizée     | Emmanuelle | Alizée     | Marlène    | Binti      | Karen      | Karen      | Emmanuelle |
| 3      | Alexandra  | Nausicaa   | Marlène    | Emmanuelle | Marlène    | Alizée     | Alizée     | Karen      |
| 4      | Marlène    | Marie      | Lucie      | Nausicaa   | Marie      | Binti      | Marlène    |            |
| 5      | Nausicaa   | Binti      | Karen      | Maude      | Emmanuelle | Marlène    | Binti      |            |
| 6      | Audrey     | Lucie      | Blyvy      | Alizée     | Karen      | Lucie      |            |            |
| 7      | Maude      | Alizée     | Binti      | Binti      | Lucie      | Marie      |            |            |
| 8      | Marie      | Maude      | Marie      | Lucie      | Maude      | Maude      |            |            |
| 9      | Lucie      | Marlène    | Nausicaa   | Marie      | Nausicaa   |            |            |            |
| 10     | Blyvy      | Audrey     | Maude      | Blyvy      |            |            |            |            |
| 11     | Emmanuelle | Blyvy      | Audrey     |            |            |            |            |            |
| 12     | Karen      | Alexandra  |            |            |            |            |            |            |

     Thí sinh bị loại
     Thí sinh chiến thắng cuộc thi
- Thứ tự gọi tên chỉ lần lượt từng người an toàn

### Buổi chụp hình
- Tập 1: Ảnh tạo dáng tự nhiên (casting)
- Tập 2: Ảnh chân dung trắng đen tự nhiên; Tạo dáng trong váy trắng theo nhóm cho Glamour
- Tập 3: Vị khách sau bữa tiệc
- Tập 4: Điệp viên bí mật trên không
- Tập 5: Khỏa thân với trăn
- Tập 6: Đồ lót theo nhóm
- Tập 7: Áo tắm trên thuyền
- Tập 8: Tạo dáng với manơcanh; Thời trang gôthic trên đường phố